# ギヨーム・ロンドレ

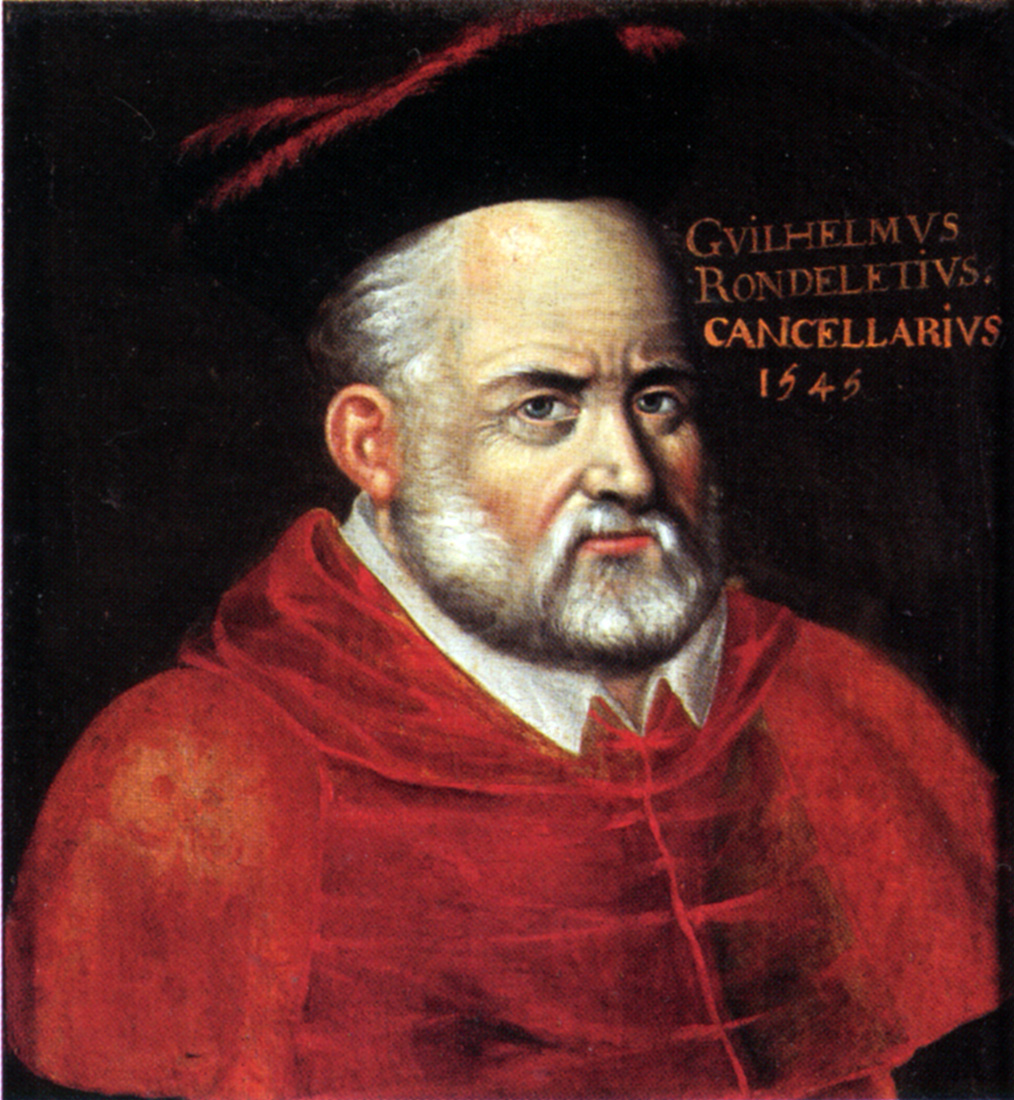
Guillaume Rondelet

ギヨーム・ロンドレ（Guillaume Rondelet、ラテン語名：Rondeletus またはRondeletius、1507年9月27日 – 1566年7月30日）は、16世紀のフランスの解剖学者、博物学者である。

## 生涯
モンペリエで生まれた。父親は薬剤師と雑貨商をかねる薬屋であった。子供時代に両親をなくし年長の兄や姉に育てられた。モンペリエで学んだ後、パリにでてソルボンヌ（Collège de Sorbonne）に入学した。モンペリエに戻り、モンペリエ大学の医学部の学生係（procurator）を務めながら医学を学んだ。この時期の友人に 『ガルガンチュワとパンタグリュエル』を書いた医師のフランソワ・ラブレーがおり、その小説の中で、ロンドレは"Rondibilis"の名前で描かれている。
モンペリエで医学の学位を得た後、現ヴォクリューズ県のペルチュイに移り、地元の子供を教えて生活しようとしたがうまくいかず、パリに戻り、ギリシャ語と解剖学を学んだ。 しばらくオーヴェルニュのマラングで医師を開業した後、1537年にモンペリエに戻った。モンペリエで博士号をとり、結婚し妻の家で7年間暮らした。
医師の仕事はうまくいがず財産の管理も下手で、自分の死んだ息子の死んだ原因を調べるために解剖を行ったことで、モンペリエの市民の怒りをかった。1539年に医学部の教授となったが、モンペリエの疫病の流行によって、1543年に生徒は3人しかいなくなっていた。枢機卿フランソワ（François de Tournon）の侍医になり、支援を受けることによりロンデルの財政状態は改善し、モンペリエの司教、ギョーム・ペルシエ（Guillaume Pellicier）の援助も受けた。枢機卿フランソワとともにベルギーやイタリアを訪れ、1549年には3ヶ月、ローマに滞在した。イタリアの旅行では手紙で付き合っていたイタリアの学者ルカ・ギーニ（Luca Ghini）らと会い、海岸での博物学採集を行うことができた。モンペリエ大学で医学のRegius Professorに昇進し、1551年に故郷に戻り、海洋生物に関する大著、"Libri de piscibus marinis in quibus verae piscium effigies expressae sunt" の執筆を開始した。2年を費やされた著書は、アリストテレス的な目的論の思想に基づくものであったが、多くの生物の解剖図が論じられた。海水魚と淡水魚の解剖学的比較を行い、ウニのような無脊椎動物の解剖図も示され、イルカと豚と人間の解剖学的類似性が示された。1556年に出版され、教科書として広く使われ、1558年にはフランス語訳された。
教師としての評価も高まり、1556年にはモンペリエ大学の学長に選ばれた。ロンデルの教えを受けた学者にはカロルス・クルシウス 、マティアス・デ・ロベル、ピエール・ペナ、ジャック・ダレシャンプ、ジャン・ボアン、フェリックス・プラッターらがいる。学長時代に、各国から学生を集め、王室からの資金を受けて、解剖を行いながら講義を行う解剖劇場を設立した。
ロンドレの時代にはフランス国内で宗教的対立が高まり、1562年にフランスで宗教戦争（ユグノー戦争）が勃発した。学生の多くはプロテスタントに同情的であり、フランスで学ぶことはできなくなった。パトロンの一人のギョーム・ペルシエは新教側につき投獄された。ロンドレ自身が新教に改宗したかどうかは明らかでない。1566年に引退し、同年に没した。